# Biokreis
Der Biokreis e.V. – Verband für ökologischen Landbau und gesunde Ernährung ist ein Bio-Anbauverband mit Sitz in Passau. Er ist Mitglied im Bund Ökologische Lebensmittelwirtschaft (BÖLW) und in der Internationalen Vereinigung der ökologischen Landbaubewegungen. Aktuell bewirtschaften rund 1250 landwirtschaftliche Betriebe deutschlandweit mehr als 80.000 Hektar Fläche nach Biokreis-Richtlinien. Mehr als 200 verarbeitende Unternehmen, Handelsunternehmen und Gastronomen verarbeiten die Erzeugnisse der Biokreis-Landwirte. Zudem sind etwa 150 Verbraucher Mitglied im Biokreis.

## Geschichte und Organisation
Der Biokreis wurde 1979 als anerkannt gemeinnütziger Verein unter dem Namen Biokreis Ostbayern e.V. von Heinz Jacob in Passau gegründet und 1999 in Biokreis e.V. umbenannt. Seinen Hauptsitz hat er im niederbayerischen Passau. Als bundesweit tätiger Verband legt der Biokreis besonderen Wert auf eine basisdemokratische Organisation, die durch das Zusammenwirken von ehrenamtlichen Praktikern im Vorstand sowie hauptamtlichen Beratern und Mitarbeitern ermöglicht wird. 
Die Beratung sowie die Interessenvertretung und Vermarktungsunterstützung vor Ort gewährleisten die Biokreis-Landesverbände. Neben dem Biokreis Erzeugerring Bayern (Sitz in Passau) und dem Biokreis Erzeugerring Nordrhein-Westfalen (Sitz in Kreuztal) berät der Biokreis Erzeugerring Mitte (Sitz in Kettenhausen) Mitglieder in Hessen, Thüringen, Rheinland-Pfalz und im Saarland. Der Biokreis Erzeugerring Mitteldeutschland (Sitz in Quedlinburg) ist für die Bundesländer Sachsen-Anhalt, Sachsen und Thüringen sowie die Region Süd-Brandenburg zuständig und das Gebiet des Biokreis Erzeugerrings Nord-Ost (Sitz in Berlin) erstreckt sich über Schleswig-Holstein, Mecklenburg-Vorpommern bis ins nördliche Brandenburg. Darüber hinaus ist der Biokreis auch in Österreich aktiv.

## Ausrichtung
Der Biokreis fördert den ökologischen Landbau und entwickelt diesen auf Grundlage seiner Richtlinien für Erzeugung und Verarbeitung weiter. Die Anforderungen der Biokreis-Richtlinien liegen dabei deutlich über den gesetzlichen Anforderungen der EU-Öko-Verordnung und sind verbindlich für alle Mitglieder. Bei Einhaltung der Richtlinien stellt der Biokreis ein Zertifikat aus, das die richtliniengemäße Arbeitsweise des Betriebs bezeugt und zur Nutzung des Biokreis-Markenzeichens berechtigt. 
Der Biokreis unterstützt die Interessen der ökologischen Landwirtschaft. Er steht für Tierwohl, eine ressourcenschonende Kreislaufwirtschaft, regionale Zusammenarbeit und Wertschöpfung sowie handwerkliche Lebensmittelverarbeitung. Der Verband engagiert sich insbesondere für bäuerliche Familienbetriebe, die regional verankert sind und die Wertschöpfung vor Ort fördern. 
Der Verband unterstützt Erzeuger und verarbeitende Unternehmen bei der Produktion und Vermarktung von Bio-Lebensmitteln. Dabei setzt der Biokreis seit seiner Gründung auf regionale Strukturen und Marktpartnerschaften zwischen den Mitgliedergruppen. Die im Jahr 2007 ins Leben gerufene Biokreis regional & fair-Zertifizierung ist ein konsequenter Schritt in diese Richtung. Die speziell entwickelte Zertifizierung garantiert über die regionale, ökologische Erzeugungsweise hinaus auch faire Bedingungen für alle, die am Herstellungsprozess beteiligt sind.
Durch Presse- und Öffentlichkeitsarbeit präsentiert sich der Verband nach außen. Der Biokreis publiziert die Zeitschrift BioNachrichten, die alle zwei Monate erscheint und seit Februar 2024 auch online zugänglich ist. 
In der politischen Arbeit ist der Biokreis auf Landes-, Bundes- und internationaler Ebene für die Weiterentwicklung des ökologischen Landbaus aktiv.